# Pterobryaceae
Pterobryaceae är en familj av bladmossor. Pterobryaceae ingår i ordningen Leucodontales, klassen egentliga bladmossor, divisionen bladmossor och riket växter. Enligt Catalogue of Life omfattar familjen Pterobryaceae 220 arter.

## Bildgalleri

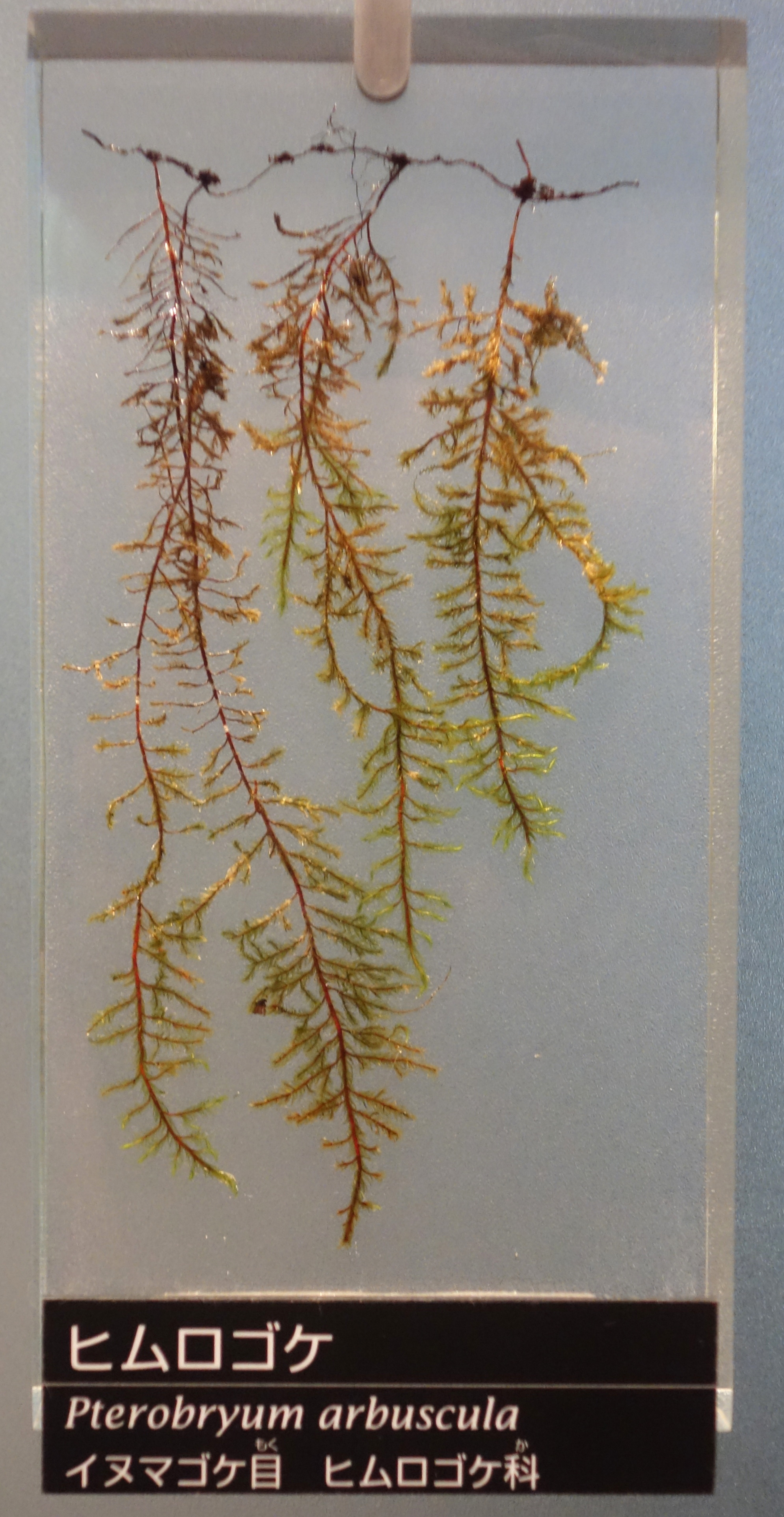

## Dottertaxa till Pterobryaceae, i alfabetisk ordning[1]
- Calyptothecium
- Cryptogonium
- Cryptoleptodon
- Cyrtopodendron
- Endotrichellopsis
- Euptychium
- Garovaglia
- Henicodium
- Hildebrandtiella
- Horikawaea
- Jaegerina
- Jaegerinopsis
- Meteoriella
- Micralsopsis
- Muellerobryum
- Neolindbergia
- Orthorrhynchidium
- Orthostichidium
- Orthostichopsis
- Osterwaldiella
- Penzigiella
- Pireella
- Pseudopterobryum
- Pterobryella
- Pterobryidium
- Pterobryon
- Pterobryopsis
- Pulchrinodus
- Renauldia
- Rhabdodontium
- Scabridens
- Spiridentopsis
- Symphysodon
- Symphysodontella
- Trachyloma